# يوهانس تريثيموس
يوهانس تريثموس (بالألمانية: Johannes Trithemius)(1 فبراير 1462 - 13 ديسمبر 1516)، هو يوهانس يوهان هيدنبرغ "Heidenberg"، وكان رئيس دير ألماني، معجمي، مؤرخ، مشفر، موسوعي، ومؤمن بالقوى الخارقة، كان له تأثير في دارسي السحر والتنجيم في وقت لاحق. أشتق الاسم الذي يعرف به والأكثر شيوعا من مسقط رأسه تريثينيم "Trittenheim" على نهر موسيل "Moselle" في ألمانيا. و هو أقدم الذين استخدموا الستيغانوغرافي في التاريخ

## حياته
عندما كان يوهانس لا يزال طفلا رضيعا توفي والده يوهان فون هيدنبرغ. زوج والدته، اليزابيث، تزوجها بعد موت والده بسبع سنوات، كان معاديا للتعليم وبالتالي تعلم يوهانس، اليونانية, اللاتينية، والعبرية، في السر ومع العديد من الصعوبات.
عندما كان عمره 17 سنة هرب من منزله وتجول في جميع أنحاءالانحاء، يبحث عن معلمين جيدين، مسافرا إلى ترير وكولونيا، وهولندا، هايدلبرغ.
كتب تريثيموس على نطاق واسع كمؤرخ، بدءا من سبونهايم. وبلغ ذروته في العمل في مجلدين عن تاريخ دير هيراسو "Hirsau". وقد تميز عمله بالتمكن من اللغة اللاتينية والصياغة البليغة، ولكن بعد أن تبين أنه إدرج العديد من المقاطع الخيالية في أعماله، فقد شابت عمله كمؤرخ، الشبهات منذ ذلك الحين.

## Steganographia

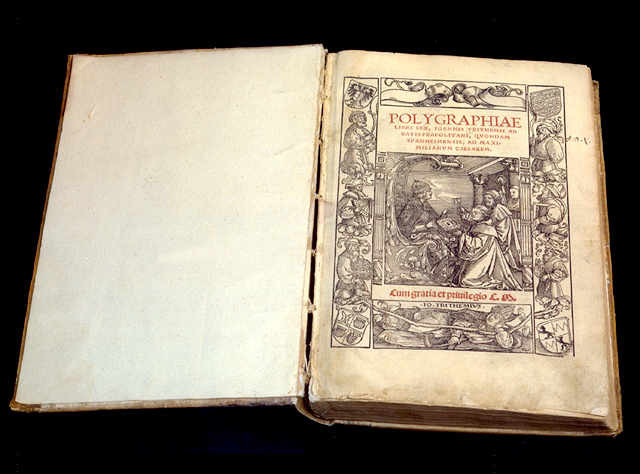
Polygraphiae (1518) – أول كتاب طبع في الكربتوغرافي "cryptography"

أهم أعمال تريثموس, Steganographia (كتبها سنة c. 1499; و نشرت في فرانكفورت سنة , 1606), وضعت في فهرسLibrorum Prohibitorum سنة 1609 و أزيلت سنة 1900.

## روابط خارجية
- يوهانس تريثيموس على موقع إن إن دي بي (الإنجليزية)